# نیکو گالشیچ
نیکو گالشیچ (انگلیسی: Niko Galešić؛ زادهٔ ۲۶ مارس ۲۰۰۱) بازیکن فوتبال است.
وی همچنین در تیم‌های ملی فوتبال زیر ۱۹ سال کرواسی و زیر ۲۰ سال کرواسی بازی کرده‌است.